# Renato Bellinelli
Renato Bellinelli (Taglio di Po, 9 luglio 1939) è un ex calciatore italiano, di ruolo portiere.

## Carriera
Debutta in Serie C nel 1958 con il Sarom Ravenna, dove rimane per tre stagioni. Nel 1961 si trasferisce al Livorno, con cui raggiunge la Serie B al termine del campionato 1963-64.
Con i labronici disputa dieci campionati, di cui sette in Serie B, totalizzando 165 presenze in serie cadetta e complessivamente 237 presenze con la maglia amaranto, che ne fanno il quarto calciatore in assoluto per numero di gare di campionato disputate con il Livorno. Nella stagione 1971-72 ritorna al Ravenna (in cui milita sino al termine del campionato 1973-74) contribuendo alla promozione in Serie C del club giallorosso, dopo un anno di permanenza in Serie D.

## Palmarès

### Club

#### Competizioni nazionali
- Serie C: 1

Livorno: 1963-1964
- Serie D: 1

Ravenna: 1971-1972 (girone D)